# جیتاگرام
جیتاگرام (به لاتین: Jethagram) یک منطقهٔ مسکونی در بنگلادش است که در ناحیه برهمن‌بریه واقع شده‌است.